# Sakata (Sprache)
Sakata, auch Kisakata, Saka, Lesa oder Odual genannt, ist eine Bantusprache, die von circa 75.000 Angehörigen der Sakata in der Provinz Mai-Ndombe in der Demokratischen Republik Kongo gesprochen wird.
Sakata wird in der lateinischen Schrift geschrieben, Teile der Bibel sind auf Sakata übersetzt.

## Klassifikation
Sakata bildet mit den Sprachen Bamwe, Bangi, Boko, Bolia, Bolondo, Bomboli, Bomboma, Bozaba, Dzando, Lobala, Mabaale, Moi, Ntomba, Sengele und Yamongeri die Guthrie-Zone C40.
Sakata hat die Dialekte Sakata, Djia (auch Kidjia, Dia, Dja oder Waria) und Bai (auch Kibai).

## Sprachbeispiel
«Lebombi Nzambi ahuni bari ti otime nde Mua nende nendamo, lebo leyiqa muri nama namokika la, te ayiko ya moi mo itito.» (Bibel, Johannes 3:16)